# Aleksandra Natalliová-Światová
Aleksandra Krystyna Natalliová-Światová (20. února 1959, Oborniki Śląskie, Polsko – 10. dubna 2010, Pečersk, Rusko) byla polská politička a ekonomka.

## Životopis
V roce 1982 absolvovala Fakultu managementu a informatiky Ekonomické univerzity ve Vratislavi, v roce 2004 pak manažerské studium na vratislavské Vysoké bankovní škole. Za studentských let působila v Nezávislém sdružení studentů. V letech 1982 až 1991 pracovala na regionálním pracovišti Jednotky statisticko-ekonomického výzkumu Polského statistického úřadu a Akademie věd. Od roku 1992 byla zástupkyní ředitele Mezivojvodského centra pro další školení administrativních pracovníků. V letech 1996 až 2000 pracovala na městském úřadu ve Vratislavi. Prošla několika politickými subjekty. V roce 2005 byla za Právo a spravedlnost zvolena poslankyní Sejmu. Zvolena byla i v roce 2007. Od ledna 2008 byla místopředsedkyní strany.
Zemřela při leteckém neštěstí u ruského Smolensku 10. dubna 2010. Posmrtně obdržela Komandérský kříž Řádu Polonia Restituta (Krzyż Komandorski Orderu Odrodzenia Polski).